# Lista de alcaides de Évora
Este anexo contêm uma lista de Alcaides-Mores de Évora.
1. Álvaro de Vera, alcaide-mor de Évora,
2. Cristovão de Melo (1460 -?), alcaide-mor de Évora,
3. Fernão de Melo (1430 -?), alcaide-mor de Évora,
4. João Fernandes Cogominho (1320 -?), alcaide de Évora,
5. Martim Fernandes Brandão, alcaide-mór de Évora,
6. Vasco Martins de Melo (1390 -?), alcaide-mor de Évora e de Castelo de Vide,